# Mati (relation)
Pour les articles homonymes, voir Mati.

Une carte postale montrant des Surinamaises en koto, légendée Maties (vriendinnen).

Dans la culture créole afro-surinamaise (en), une relation mati est un lien affectif et sexuel entre femmes. Ce type de relation est attesté tout au long du XXe siècle, et pourrait avoir existé bien avant. Les femmes qui nouent ces liens ne sont pas considérées comme une catégorie à part, et le mati wroko comporte une grande part de fluidité sexuelle. Les fêtes d'anniversaire féminines et le chant lobisingi sont les deux pratiques culturelles mati majeures. Les relations mati sont le sujet de plusieurs romans. Vers le tournant du XXIe siècle, les matisma ont commencé à être incluses dans l'activisme LGBT.

## Histoire et débats sur les origines
Les première traces historiques de rapports mati au Suriname datent du XXe siècle. Toutefois, d'autres types de relations entre femmes existent dans le monde afro-caribéen : les zami dont parle Audre Lorde dans son livre du même nom, et les kambrada à Curaçao. De plus, ce genre de relations érotiques féminines existe aussi dans des sociétés d'Afrique de l'Ouest: les relations supi au Ghana, par exemple. C'est de là qu'ont été déportés les ancêtres esclavagisés de la plupart des Afro-descendants de l'autre côté de l'Atlantique. Par comparaison, il est donc possible d'inférer que les relations mati doivent dans une certaine mesure être une continuation des cultures africaines au sein de la population créole surinamaise (nl), selon Gloria Wekker. Cette analyse a été contestée par Ineke van Wetering (en), qui a notamment pointé du doigt l'absence de telles relations dans les diverses cultures marronnes au Suriname. Pour van Wetering, les relations mati trouveraient plutôt leur origine dans les conditions de vie spécifiques à la classe ouvrière.

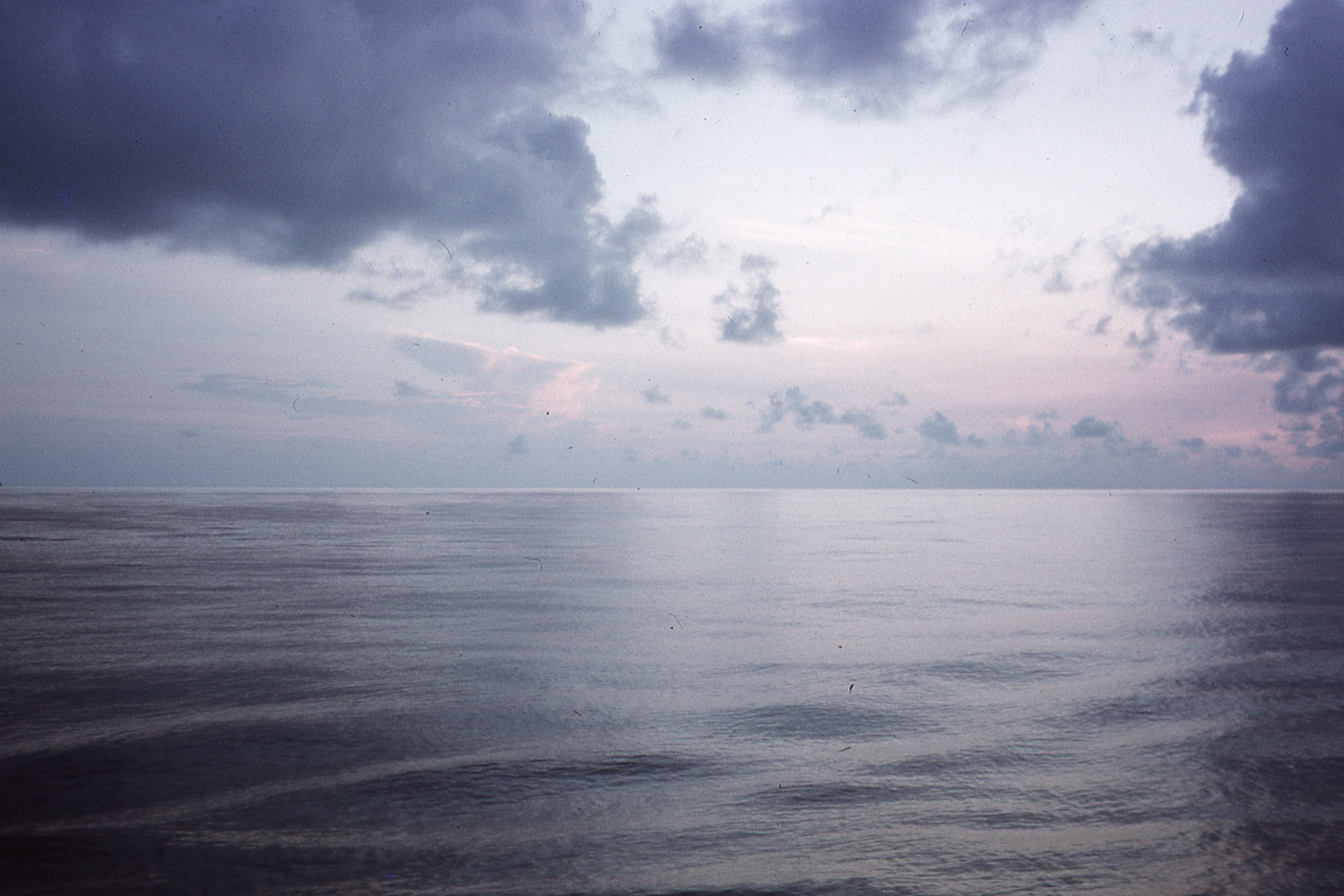
Pour Omise'eke Natasha Tinsley, la question de l'origine est une impasse. Citant Dionne Brand, elle écrit : Peut-être les queers noir·es n'ont-iels d'autres ancêtres que l'eau noire..

En 2008, un article d'Omise'eke Natasha Tinsley (en) apporte une nouvelle nuance, en s'appuyant sur un travail de littérature comparée autour des œuvres de fiction afro-américaines contemporaines. Elle relie la relation mati à d'autres types de liens intimes existant au sein de la diaspora africaine issue de la traite négrière occidentale, qu'elle appelle l'Atlantique noir dans le sillage de Paul Gilroy. Ainsi, pour Tinsley, le terme mati serait apparenté à shipmate, et serait apparu lors du passage du milieu, lorsque des personnes de même sexe enchaînées côte à côte se seraient liées intimement et durablement. D'après Tinsley, cette forme d'amour queer est profondément liée à la solidarité plus générale qui lie, après les débarquements dans les plantations esclavagistes, les personnes trafiquées par un même navire négrier. Ainsi, Tinsley remarque que les mots malungo (pt) dans les quilombos et batiman en créole haïtien, par exemple, se réfèrent à un mode d'amitié profonde, qui recouvrirait aussi parfois l'amour et le sexe.

## Sociologie
| (nl) Robertine Romeny, « Sister Outsider, een zwarte lesbische groep 1984 », sur Atria, kennisinstituut voor emancipatie en vrouwengeschiedenis (nl), octobre 1984 L'anthropologue Gloria Wekker (troisième en partant de la gauche) a elle-même noué une relation mati lors de ses séjours au Suriname. |

D'après Gloria Wekker et ses informantes, la notion de mati wroko est centré sur les actions et non sur l'identité, se distinguant donc nettement du concept d'identité lesbienne apparue dans le monde européen à partir du XIXe siècle,. D'après les contacts de Marie-Jose Janssens et Wilhelmina van Wetering en 1985, une partie des femmes qui identifient leur sexualité comme une pratique du mati wroko rejettent le label de « lesbiennes ».

## Culture
Les femmes investies dans des relations entre mati ont un répertoire culturel spécifique, exprimé notamment à travers les chansons lobisingi lors des « fêtes d'anniversaire » organisées entre femmes. Une des images les plus communément utilisées dans les lobisingi est l'opposition entre la rose et le stanfaste.

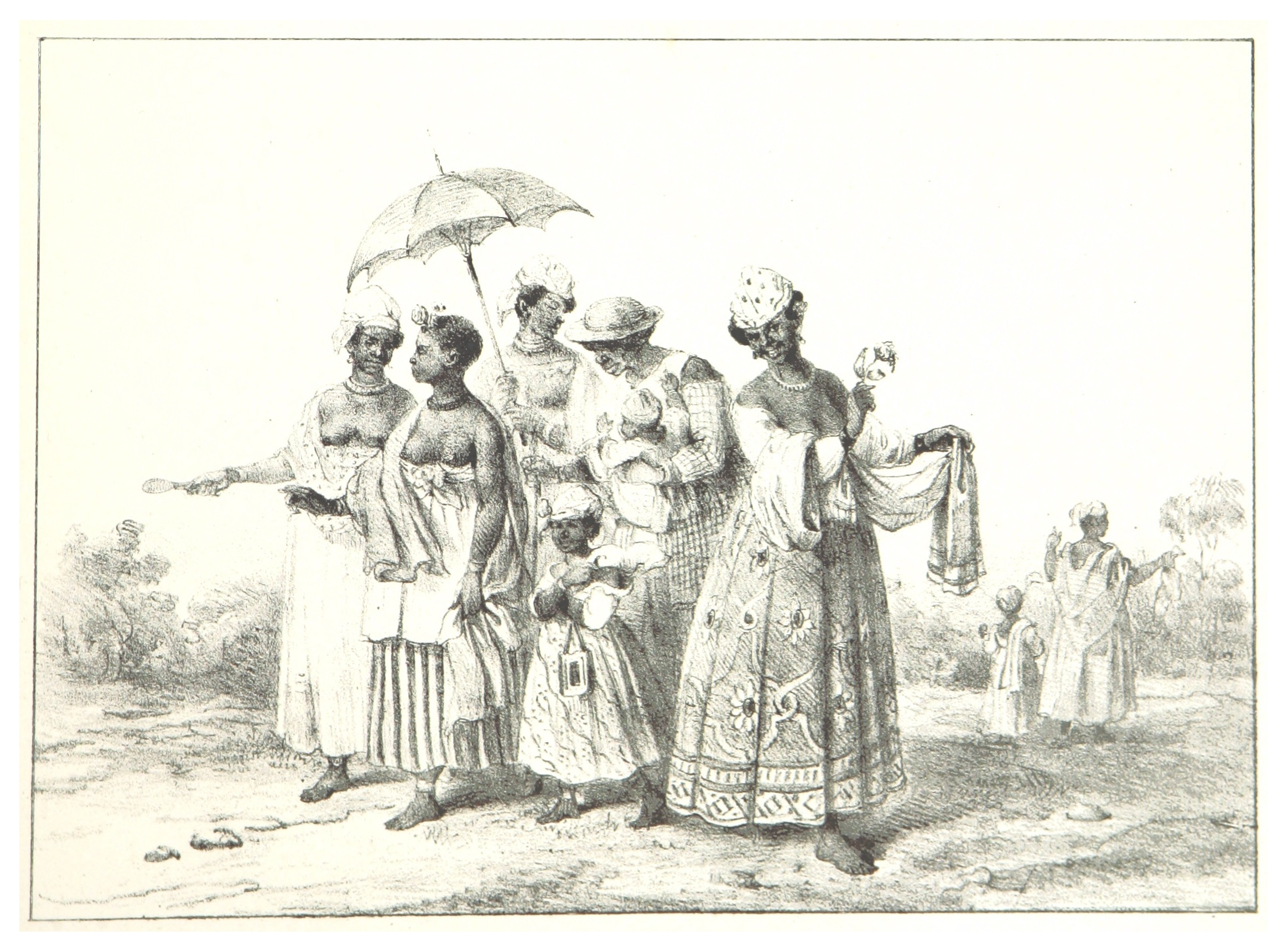
« Esclaves allant au Du (nl) »[note 2]. Les lobisingi sont un héritage des spectacles de du.
Le fait de porter des tenues identiques était un marqueur des relations mati au XXe siècle[10].

## Représentation

### Dans la littérature
Les relations mati sont abordées, quoique sous un angle dépréciatif, dans le roman Bruine Mina De Koto-Missi de Johan George Spalburg (nl) paru en 1913. Les thèmes mati se retrouvent dans l'œuvre de Joanna Werners (en).

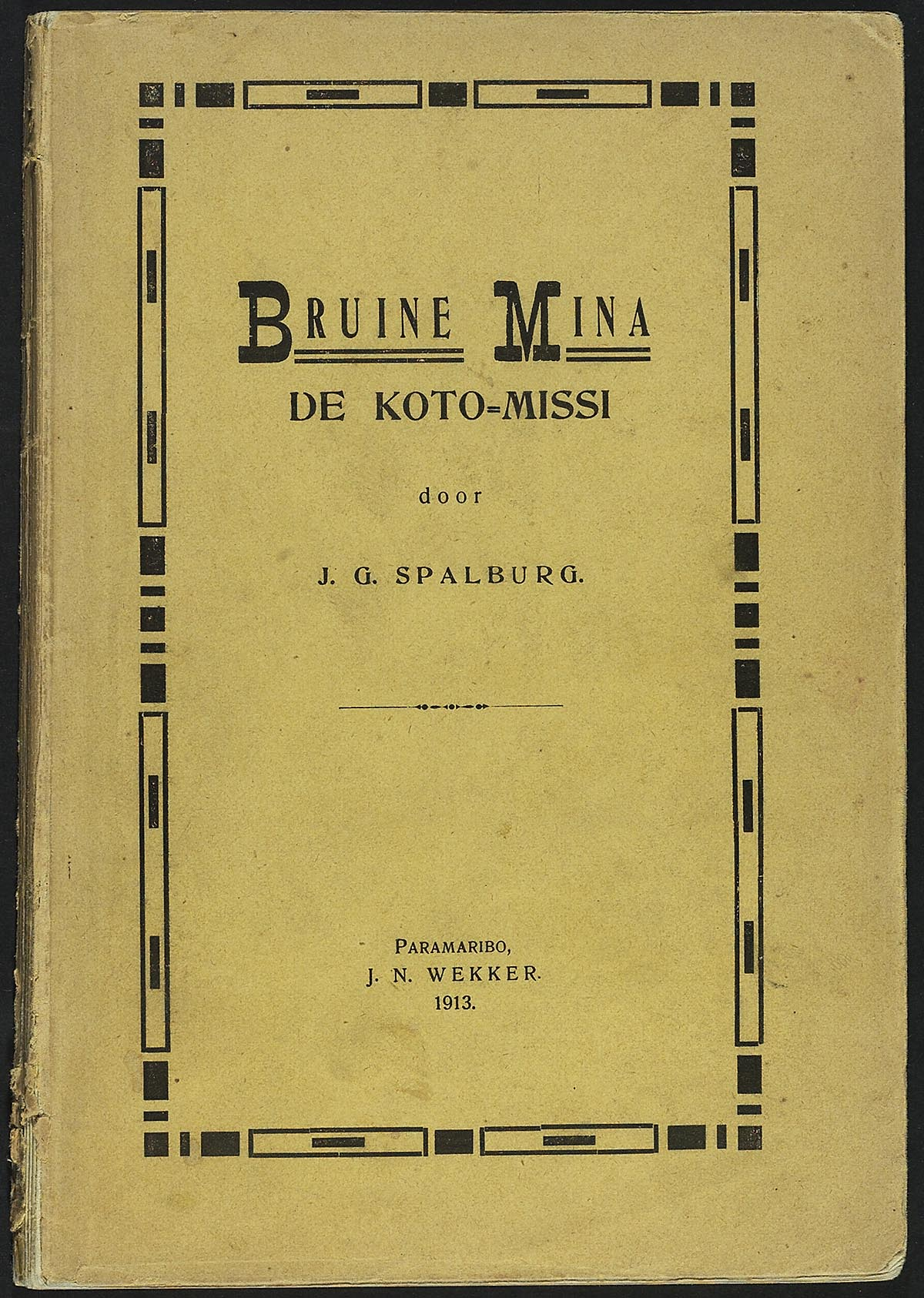
Couverture de l'édition de 1913 de Bruine Mina De Koto-Missi par Johan George Spalburg.
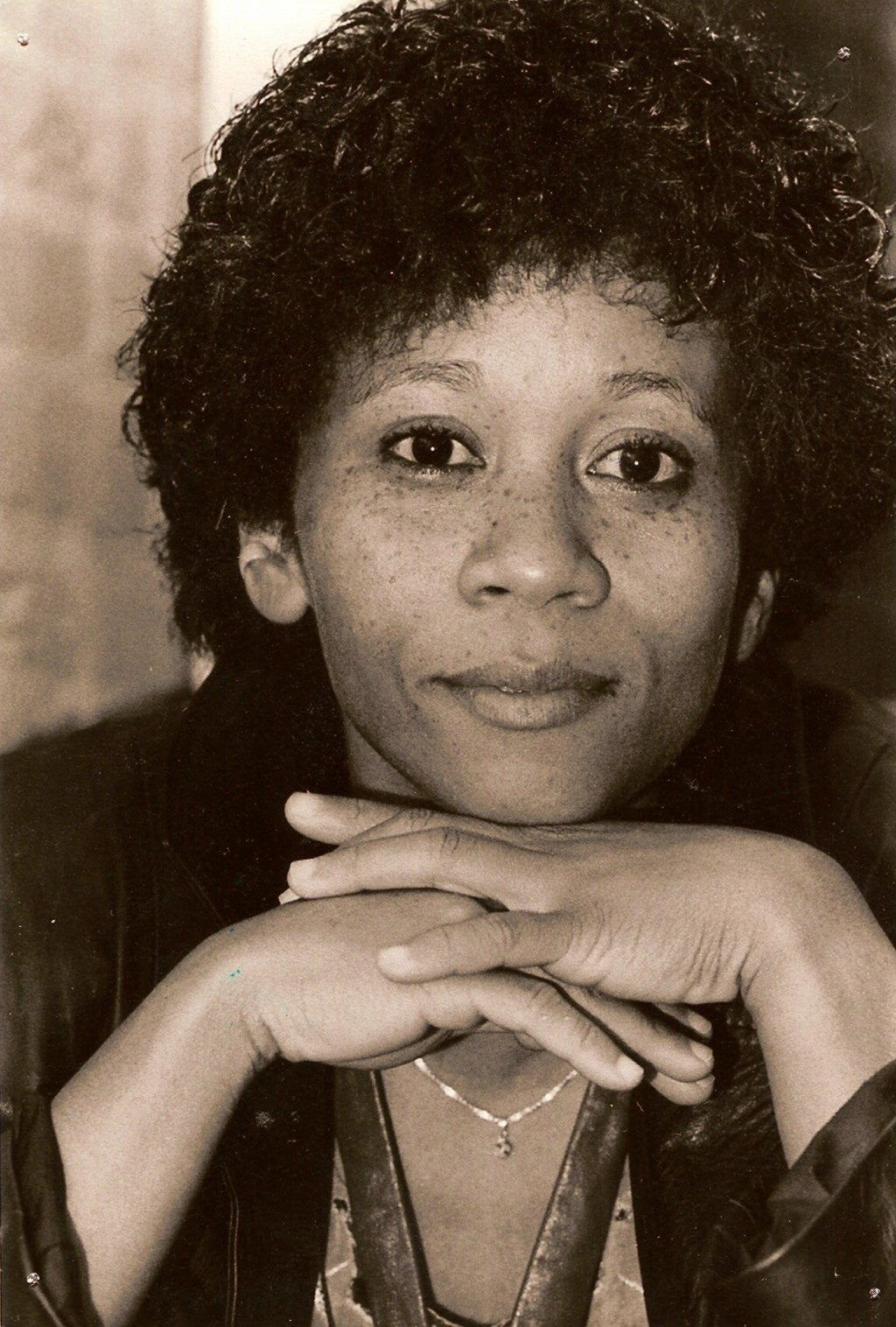
Joanna Werners vers 1990, entre la publication de Droomhuid (en 1987) et Amba (en 1996).

### Dans le militantisme LGBT
| (nl) « Lionel Jokhoe, Suho Krant, Surinaamse Homofielen, vol. 3, no 2 « "Mati_sma... ???: homosexueel... ??? », juin 1984 », sur Gemeente Amsterdam Stadarchief Ce magazine emploie matisma comme une traduction en sranan du homosexueel néerlandais (voir la traduction entre parenthèses en bas de la couverture). |

À partir de la révolution sexuelle qui a débuté dans les années 1960, le mot mati et ses dérivés, notamment matisma, a aussi commencé à être utilisé comme un terme englobant pour toutes les sexualités queer au Suriname et dans la diaspora.